# Synoicum herdmani
Synoicum herdmani är en sjöpungsart som beskrevs av Brewin 1956. Synoicum herdmani ingår i släktet Synoicum och familjen klumpsjöpungar. Inga underarter finns listade i Catalogue of Life.